# Valeriana crinii
Valeriana crinii är en kaprifolväxtart. Valeriana crinii ingår i släktet vänderötter, och familjen kaprifolväxter.

## Underarter
Arten delas in i följande underarter:
- V. c. crinii
- V. c. epirotica